# Dyskografia Qrego
Dyskografia Qrego, polskiego rapera, składa się z czterech albumów studyjnych, jednego minialbumu oraz pięćdziesięciu siedmiu singli.

## Albumy studyjne
| Rok  | Dane dot. albumu | Najwyższa pozycja na liście |
| Rok  | Dane dot. albumu | POL                         |
| ---- | --- | --------------------------- |
| 2018 | Małe miasto, wielkie sny - Data: 25 listopada 2018 - Wydawca: Spacerange - Format: CD, digital download, streaming          | –                           |
| 2020 | Droga snów - Data: 13 sierpnia 2020 - Wydawca: Spacerange - Format: CD, digital download, streaming                         | 7                           |
| 2020 | Resoraki (oraz Zetha i Chillwagon) - Data: 14 sierpnia 2020 - Wydawca: Spacerange - Format: CD, digital download, streaming | 5                           |
| 2021 | Dzieci w samochodach - Data: 18 czerwca 2021 - Wydawca: Spacerange - Format: CD, digital download, streaming                | 15                          |

## Minialbumy
| Rok  | Dane dot. albumu                                                                        | Najwyższa pozycja na liście |
| Rok  | Dane dot. albumu                                                                        | POL                         |
| ---- | --------------------------------------------------------------------------------------- | --------------------------- |
| 2023 | Kwiatki - Data: 24 sierpnia 2023 - Wydawca: Ekipa - Format: digital download, streaming | –                           |

## Single

### Jako główny wykonawca
| Rok | Tytuł                                           | Najwyższa pozycja na listach | Certyfikat              | Album                   |
| Rok | Tytuł                                           | POL                          | Certyfikat              | Album                   |
| --- | ----------------------------------------------- | ---------------------------- | ----------------------- | ----------------------- |
| 2019 | „Mini raj”                                      | X                            |                         | –                       |
| 2019 | „Wszystko oki”                                  | X                            |                         | –                       |
| 2019 | „Nić”                                           | X                            |                         | –                       |
| 2019 | „Zzz”                                           | X                            |                         | –                       |
| 2019 | „ZMSW (QQ Untitled01)”                          | X                            |                         | –                       |
| 2019 | „Bolało”                                        | X                            |                         | Popkiller Młode Wilki 7 |
| 2020 | „RSO” (gośc. Chillwagon)                        | X                            |                         | Resoraki                |
| 2020 | „Paw”                                           | X                            |                         | Droga snów              |
| 2020 | „Małolat”                                       | X                            |                         | Droga snów              |
| 2020 | „Mapy”                                          | X                            |                         | Droga snów              |
| 2020 | „Czas dla was”                                  | X                            |                         | Droga snów              |
| 2020 | „Hot16Challange2”                               | X                            |                         | –                       |
| 2020 | „Ice”                                           | X                            |                         | Droga snów              |
| 2020 | „MMWS2”                                         | X                            |                         | Droga snów              |
| 2020 | „Odnowa”                                        | X                            |                         | Droga snów              |
| 2020 | „Sztuki” (oraz Jacuś, Zetha)                    | X                            |                         | Droga snów              |
| 2020 | „Gry” (oraz Zetha, gośc. Chillwagon)            | X                            |                         | Resoraki                |
| 2020 | „Milcz” (oraz Olszakumpel)                      | X                            |                         | Droga snów              |
| 2020 | „Dola”                                          | X                            |                         | Droga snów              |
| 2020 | „Kadr” (oraz Zetha, Szpaku, gośc. Czarny Hi-Fi) | X                            |                         | Resoraki                |
| 2020 | „Motto” (oraz Kizo)                             | X                            |                         | Droga snów              |
| 2020 | „Lotnisko” (oraz Zetha, gośc. Chillwagon)       | X                            |                         | Resoraki                |
| 2020 | „Tylko raz” (oraz Zetha, gośc. Chillwagon)      | X                            |                         | Resoraki                |
| 2020 | „Nirvana” (gośc. Borixon)                       | X                            |                         | Dzieci w samochodach    |
| 2020 | „Mały, ale wariat” (oraz Mini Majk)             | X                            | - ZPAV: złota płyta     | Dzieci w samochodach    |
| 2021 | „Bierz do buzi”                                 | X                            | - ZPAV: platynowa płyta | Dzieci w samochodach    |
| 2021 | „GBS”                                           | X                            |                         | Dzieci w samochodach    |
| 2021 | „Marionetki”                                    | X                            |                         | Dzieci w samochodach    |
| 2021 | „Byłem w Tobie pierwszy” (gośc. Czarny Hi-Fi)   | X                            |                         | Dzieci w samochodach    |
| 2021 | „Znajdę Cię”                                    | X                            |                         | Dzieci w samochodach    |
| 2021 | „Powiedz mi to” (gośc. Czarny Hi-Fi)            | X                            |                         | Dzieci w samochodach    |
| 2021 | „Deszcz” „Deszcz” / „Cisza” / „Cap cap (burza)” | X                            | - ZPAV: platynowa płyta | –                       |
| 2022 | „Szlugi”                                        | X                            |                         | –                       |
| 2022 | „Przez Ciebie” (gośc. Hania Sztachańska)        | X                            |                         | –                       |
| 2022 | „Mam jedną parę butów”                          | X                            |                         | –                       |
| 2023 | „Nóż”                                           | 26                           | - ZPAV: platynowa płyta | Kwiatki                 |
| 2023 | „Tyrka”                                         | 90                           | - ZPAV: platynowa płyta | –                       |
| 2024 | „Drugi raz” (gośc. Zeamsone)                    | 58                           | - ZPAV: złota płyta     | –                       |
| 2024 | „Lek” (gośc. Hi Hania)                          | –                            |                         | –                       |
| 2024 | „Mi casa xd”                                    | –                            |                         | –                       |
| 2024 | „Duch”                                          | –                            |                         | –                       |
| 2024 | „Duch / Marmur”                                 | –                            |                         | –                       |
| 2025 | „Buzzcut”                                       | 51                           |                         | –                       |
| „–” oznacza, że singel nie był notowany na danej liście. „X” oznacza, że lista przebojów nie istniała w danym okresie. |                                                 |                              |                         |                         |

### Jako wykonawca gościny
| Rok  | Tytuł | Certyfikat                 | Album                   |
| ---- | --- | -------------------------- | ----------------------- |
| 2019 | „Po godzinach” (Wiatr; gośc. Qry)                                                                                             |                            | –                       |
| 2019 | „Toskania” (Kizo; gośc. Qry)                                                                                                  | - ZPAV: 2× platynowa płyta | –                       |
| 2019 | „Goat” (Zetha; gośc. Oki i Qry)                                                                                               |                            | –                       |
| 2019 | „Nigdy nuda” (Kizo; gośc.Qry)                                                                                                 |                            | –                       |
| 2019 | „Hip-Hop” (Popkiller Młode Wilki; gośc. Opał, Qry, Koza, Oki, Karian, Lipa, Przyłu, be vis, ZetHa, Bober, Miły ATZ, Augustyn) |                            | Popkiller Młode Wilki 7 |
| 2019 | „Ptak” (Deemz; gośc.Young Igi, Qry)                                                                                           | - ZPAV: złota płyta        | Sauce                   |
| 2019 | „007” (be vis; gośc. Qry) |                            | Duch czasu              |
| 2020 | „Pokaż (Remix)” (Żabson; gośc. Qry, Siles)                                                                                    | - ZPAV: złota płyta        | Untitled01              |
| 2020 | „Stary, dobry ja” (ReTo; gośc. Qry)                                                                                           | - ZPAV: 2× platynowa płyta | –                       |
| 2021 | „Powiedz” (Smolasty; gośc. Qry)                                                                                               |                            | Ghetto Playboy          |
| 2021 | „Kłam” (Pawbeats; gośc. Qry, Hania Sztachańska)                                                                               |                            | Nocna                   |
| 2021 | „Komercja” (Czarny Hi-Fi; gośc. Qry)                                                                                          |                            | Jeśli coś się stanie... |
| 2021 | „Zaebyście” (Ekipa; gośc. Qry)                                                                                                | - ZPAV: platynowa płyta    | Sezon 3                 |
| 2023 | „Tsunami” (Zeamsone; gośc. Qry)                                                                                               |                            | ???                     |

### Single promocyjne
| Rok  | Tytuł                                                  | Najwyższe pozycje na listach |
| Rok  | Tytuł                                                  | POL                          |
| ---- | ------------------------------------------------------ | ---------------------------- |
| 2025 | „Santa Cruz” (Qry, Modelki, Wersow, Świeży, Mortalcio) | 1                            |

## Inne certyfikowane utwory
| Rok  | Tytuł               | Certyfikat              | Album   |
| ---- | ------------------- | ----------------------- | ------- |
| 2020 | „Kłapią gębą”       | - ZPAV: złota płyta     | Fit     |
| 2023 | „Zakochane pary xd” | - ZPAV: platynowa płyta | Kwiatki |